# Dračia dolinka
Dračia dolinka (polsky Dolinka Smocza, Siarkańska Dolinka německy Drachenseekessel, Drachenseetal maďarsky Sárkánytavi katlan, Sárkány völgy) je severozápadním údolím Zlomísk ve Vysokých Tatrách, které do jejich dolní části spadá vysokým, mírně strmým prahem.
Dračí dolinka je dlouhá asi 750 m a široká asi 500 m. Ohraničují ji jihozápadní vedlejší hřeben Tažkého štítu, hlavní hřeben Vysokých Tater od Tažkého štítu po Vysokou a jižní vedlejší hřeben Vysoké ( Dračí hřeben ).

## Objekty v dolinke
V dolinke jsou:
- Dračí pleso
- Velké Dračí pleso
- Malé Dračí pleso
- Dračí oka

Údolíčko odvodňuje částečně pod zemí tekoucí Dračí potok . 

## Název
Přešel na údolíčko z Dračího plesa a souvisí s lidovými pověstmi. 

## Turistika
Do dolinky nevedou turistické stezky.